# Sphinctanthus
Sphinctanthus là một chi thực vật có hoa trong họ Thiến thảo (Rubiaceae).

## Loài
Chi Sphinctanthus gồm các loài: